# Maçainhas (Belmonte)
Maçainhas is een plaats (freguesia) in de Portugese gemeente Belmonte en telt 385 inwoners (2001).